# الطريق إلى رصيف ويغان
الطريق إلى رصيف ويغان كتاب للمؤلف الإنجليزي جورج أورويل، نُشر في 1937. وثَّق في نصفه الأول استكشافاته الاجتماعية للظروف المعيشية الكئيبة الخاصة بالطبقة العاملة في لانكشر ويوركشر في شمال إنجلترا الصناعي قبل الحرب العالمية الثانية. وأما النصف الثاني فمقالة طويلة عن نشأته في الطبقة المتوسطة، ونمو وعيه السياسي، ورأيه في الموقف البريطاني من الاشتراكية. قد صرَّح أورويل بأنه مع الاشتراكية، لكنه لم يَر بُدًّا من توضيح الأسباب التي تَصُد كثيرين ممن يمكنهم الانتفاع بالاشتراكية وينبغي لهم منطقيًّا تأييدها، تصدهم وتجعلهم في الواقع أَمْيَل إلى معارضتها بشدة.
قال برنارد كريك (كاتب سيرة أورويل) إن الناشر فكتور غولنتش حاول أولًا إقناع وكيل أورويل بأن يجعل طبعة «نادي الكتب اليساري» (Left Book Club) تحوي مجرد النصف الأول الوصفي من الكتاب. وعندما رُفض اقتراحه، كتب بنفسه مقدمة للكتاب. «لم يستطع فكتور الرفض، مع أنه رُفض ما اقترحه من حذف النصف الثاني ‹البغيض› من طبعة ‹النادي›. حينئذ نبذ اعتراضات الحزب الشيوعي وراء ظهره -على رغم توتُّره-، وسار وراء غريزة النشر التي كانت فيه، وارتضى حلًّا وسطًا: أن ينشر الكتاب، لكن بمقدمة كلها أنصاف حقائق ونقد إيجابي لا إنصاف فيه.»
تناول الكتاب «الواقع الاجتماعي والتاريخي لأزمة الكساد في شمال إنجلترا -ولم يُرِد أورويل أن يسرد فيه الشرور والمظالم فحسب، وإنما أراد أيضًا سبْر غور ما يعدّه نسيانًا للطبقة الوسطى-، وعلاج أورويل لمثل هذا الزيف كان أولًا بأن يغمس جسده -وهو مقياس رئيسي للحقيقة عنده- مباشرة في تجربة كلها بؤس وشقاء».

## خلفية
في 15 يناير 1936 سلَّم أورويل غولنتش نص دع الدريقة تطير. وفي الأيام اللاحقة اقترح عليه غولنتش مشروعًا جديدًا: كتابًا عن البطالة والظروف الاجتماعية في شمال إنجلترا أثناء الكساد الاقتصادي. وبين 31 يناير و30 مارس عاش أورويل في ويغان وبارنسلي وشفيلد، مُجْريًا أبحاثًا لكتابه.
لم يكن غولنتش ناشرًا ناجحًا حسب، وإنما أيضًا مُصلحًا اجتماعيًّا متفانيًا. «كان غولنتش مصلحًا اجتماعيًّا اشتراكيًّا مثاليًّا، فكان مِن ثَم مؤمنًا بالتعليم إيمانًا تامًّا -وربما كان في إيمانه تفاؤل زائد عن الحد أيضًا-، فكان يرى أن الناس متى علِموا طبيعة الفقر فسيَرغبون في القضاء عليه، والإطاحة بأي حكومة تتهاون فيه، وتغيير النظام الاقتصادي الذي سبَّبه.» لكنه علِم بوصفه ناشرًا أن الحقائق المجردة غير كافية، وأنه محتاج إلى أكثر من مجرد الإحصائيات والرسوم البيانية والاستنتاجات الدوغماتية.
ذكر جيفري غورر -الذي استضافه ميلفين براغ في برنامجه التليفزيوني «أُمنيبُس» في 1970- أن أمْر الكتاب كله كان تكليفًا من غولنتش لأورويل، بمقدَّم 500 جنيه إسترليني لإجراء الرحلة، وأنه لولا دعم غولنتش لَمَا فعل أورويل شيئًا. لكن كُتاب السِّيَر المتأخرين لم يُكرِّروا هذه القصة. في 1 إبريل 1936 استأجر أورويل كوخًا في قرية ولينغتون النائية، حيث كتب الطريق إلى رصيف ويغان. ونوَّه كاتب السِّيَر مايكل شيلدن بأن إيجار الكوخ كان أقل من جنيهين شهريًّا.